# Hanna Walter
Hanna Walter (* 24. November 1939) ist eine ehemalige österreichische Eiskunstläuferin, die im Einzellauf startete. Sie ist die Europameisterin von 1959.

## Karriere
Walter ging gemeinsam mit Hanna Eigel und Ingrid Wendl aus der Talentschmiede des traditionsreichen Wiener Eislaufvereins hervor. Dieser finanzierte den rivalisierenden Läuferinnen die Trainerstunden, die Eiszeiten und stellte zwei Paar maßgefertigte Schlittschuhe pro Jahr. International trat Walter erstmals bei den europäischen Titelkämpfen 1954 im italienischen Bozen in Erscheinung, als sie beim Sieg der Deutschen Meisterin Gundi Busch einen neunten Platz belegte. Bei der Europameisterschaft ein Jahr später belegte sie beim Sieg ihrer Teamkollegin Hanna Eigel als zweitbeste Österreicherin einen fünften Platz, konnte aber die Weltmeisterschaften nicht zu Ende laufen.
In den folgenden Jahren gelang es Walter, sich kontinuierlich zu verbessern. Trotzdem stand sie immer wieder im Schatten ihrer Teamkolleginnen Eigel und Wendl. Diese räumten bei den sportlichen Großveranstaltungen stets Medaillen und Titel ab, beispielsweise bei der Europameisterschaft 1957, als Walter mit Platz 3 ihre erste Medaille erringen konnte, sowie bei der Europameisterschaft und Weltmeisterschaft 1958, als sie Platz zwei beziehungsweise drei belegte. Erst nach dem Wechsel von Eigel und Wendl ins Profilager gelang Walter im Jahr 1959 mit dem Gewinn der Europameisterschaft in Davos ein großer Erfolg. Hierbei verwies sie die spätere Seriensiegerin Sjoukje Dijkstra und deren niederländische Landsfrau Joan Haanappel auf die Plätze. Im selben Jahr erreichte die Österreicherin bei den Weltmeisterschaften in Colorado Springs ihre beste Platzierung bei einer WM und gewann Silber hinter der Lokalmatadorin und Olympiasiegerin Carol Heiss.
Nach Beendigung ihrer Amateur-Karriere widmete sich Walter ab 1960 dem Berufssport und brachte es durch Auftritte in Eisrevuen auf ein Jahreseinkommen von 40.000 bis 50.000 Mark.

## Ergebnisse
| Wettbewerb / Jahr               | 1953 | 1954 | 1955 | 1956 | 1957 | 1958 | 1959 |
| ------------------------------- | ---- | ---- | ---- | ---- | ---- | ---- | ---- |
| Olympische Spiele               |      |      |      | 7.   |      |      |      |
| Weltmeisterschaften             |      |      | Z    | 7.   | 6.   | 3.   | 2.   |
| Europameisterschaften           |      | 9.   | 5.   | 5.   | 3.   | 2.   | 1.   |
| Österreichische Meisterschaften | 3.   |      | 3.   |      |      |      | 1.   |

- Z = Zurückgezogen